# Projeto Éden
O Projeto Éden (em inglês:  Eden Project) é uma atração turística na Cornualha, Reino Unido, incluindo a maior estufa do mundo. Dentro dos biomas artificiais estão plantas que são colhidas em todo o mundo. O projeto está localizado em um antigo poço de caulinita, localizado a 2 km da cidade da cidade de St Blazey e a 5 km de St Austell, na Cornualha.
O complexo é constituído por dois compartimentos adjacentes compostos por domos que abrigam espécies vegetais de todo o mundo. Cada gabinete emula um bioma natural. As cúpulas são compostas por centenas de células hexagonais e pentagonais, infladas e o plástico é apoiado por estruturas de aço. A primeira cúpula emula um ambiente tropical e a segunda um ambiente mediterrâneo.
O projeto foi concebido por Tim Smit e projetado pelo arquiteto Nicholas Grimshaw e pela empresa de engenharia Anthony Hunt Associates (agora parte da Sinclair Knight Merz). Davis Langdon realizou a gestão do projeto, Sir Robert McAlpine e Alfred McAlpine realizou a construção e a MERO projetou e construiu os biomas. Land Use Consultores realizou o projeto paisagístico. O projeto levou dois anos e meio para ser construído e foi aberto ao público em 17 de março de 2001.